# Heinlaid (Pärnumaa)
Heinlaid är en ö utanför Estlands sydvästkust. Den ligger i landskapet Pärnumaa, i Rigabukten och 140 km söder om huvudstaden Tallinn. Arean är 0,2 kvadratkilometer.
Terrängen på Heinlaid är mycket platt. Öns högsta punkt är 3 meter över havet. Den sträcker sig 1,1 kilometer i nord-sydlig riktning, och 0,5 kilometer i öst-västlig riktning.
Inlandsklimat råder i trakten. Årsmedeltemperaturen i trakten är 5 °C. Den varmaste månaden är augusti, då medeltemperaturen är 16 °C, och den kallaste är januari, med −6 °C.